# Кузнєцов Ігор Русланович
Ігор Русланович Кузнєцов (12 грудня 1991, м. Верхньодніпровськ — 13 липня 2022, біля м. Сіверськ) — український військовослужбовець, молодший сержант 81 ОАеМБр Збройних сил України, учасник російсько-української війни, що загинув під час російського вторгнення в Україну в 2022 році.

## Життєпис
Ігор Кузнєцов народився 12 грудня 1991 року в місті Верхньодніпровськ Кам'янського району на Дніпропетровщині. 
Брав участь у бойових діях АТО на сході України з 2014 року, зокрема у боях за Піски та Авдіївку. Спочатку — у складі добровольчого батальйону. Потім підписав контракт із ЗСУ. Наприкінці 2021 року здобув фах оператора безпілотника та став десантником. 
З початком повномасштабного російського вторгнення в Україну перебував на передовій. Обіймав військову посаду командира відділення взводу безпілотних авіаційних комплексів. Брав участь у боях на Харківщині, Сумщині та Запоріжжі. 
Загинув Ігор Кузнєцов 13 липня 2022 року в результаті артилерійського обстрілу РСЗВ під час виконання бойового завдання поблизу міста Сіверськ Бахмутського району на Донеччині. Чин прощання та панахида за загиблим відбувся 18 липня 2022 року біля Будинку Культури і місті Верхньодніпровську Кам'янського району на Дніпропетровщині. Поховали загиблого в селі Рубанівське Васильківського району Дніпропетровської області на території Свято-Покровського храму.

## Нагороди
- Орден «За мужність» II ступеня (17 червня 2024, посмертно) — за особисту мужність, виявлену у захисті державного суверенітету та територіальної цілісності України, самовіддане виконання військового обов'язку[6]
- Орден «За мужність» III ступеня (5 квітня 2022) — за особисту мужність і самовіддані дії, виявлені у захисті державного суверенітету та територіальної цілісності України, вірність військовій присязі[7]